# Supraphon
Supraphon est un label discographique tchèque de musique classique et musique populaire tchèque, basé à Prague. 

## Histoire

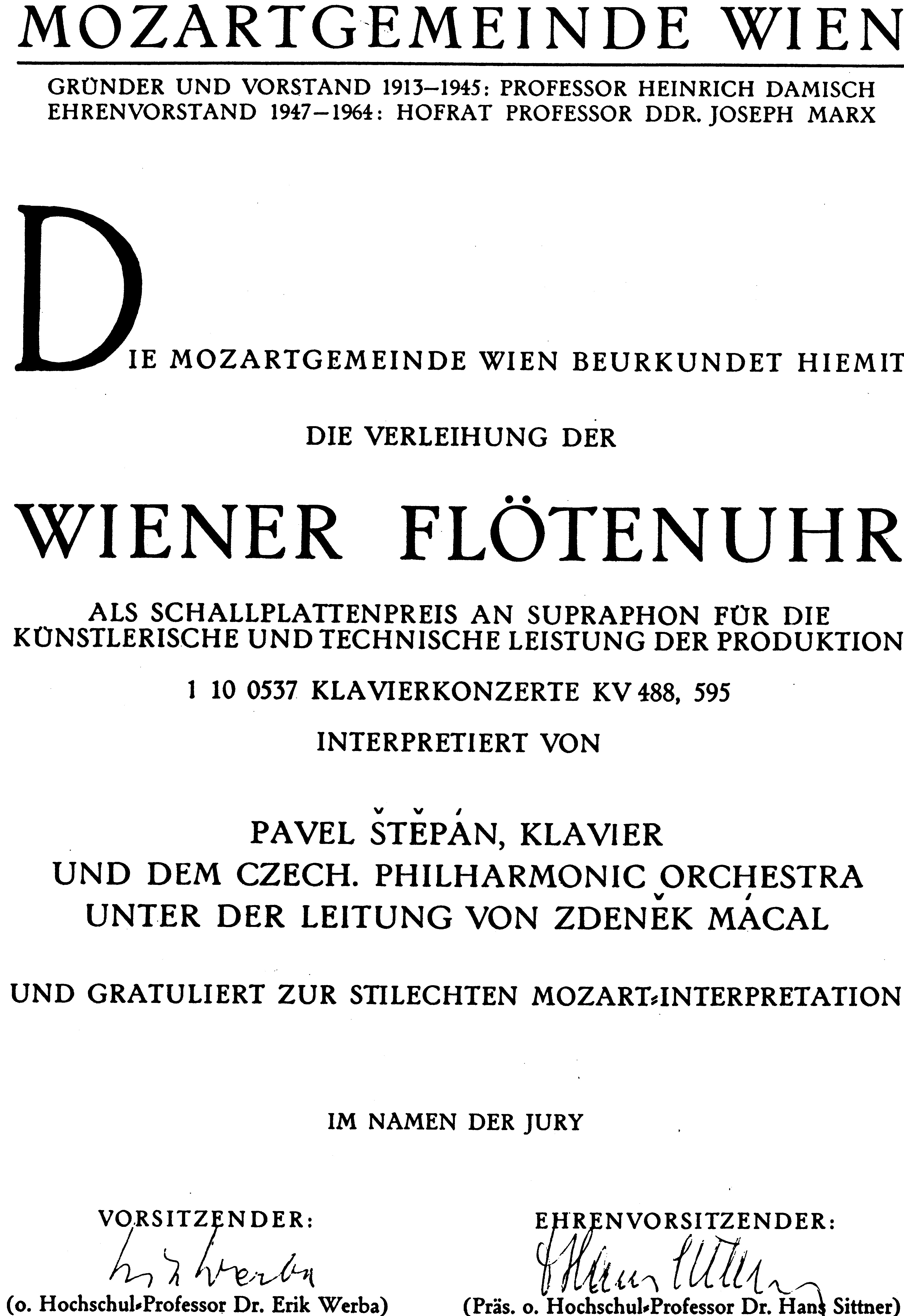
Wiener Flötenuhr 1971.

Le nom Supraphon est déposé comme marque en 1932. Dans l'après-guerre, c'est le label d'albums produits en Tchécoslovaquie pour l'exportation. Il joue un rôle important dans la diffusion de la musique classique tchèque dans les années 1930 et 1940. Après la Seconde Guerre mondiale, Ultraphon est nationalisé et change de nom pour devenir Gramofonové závody. En 1961, le nom est changé pour Gramofonové závody - Supraphon et plus tard pour Supraphon tout court en 1969.
En Tchécoslovaquie, c'était l'un des trois principaux labels d'État, les deux autres étant Panton et Opus. Panton est une division de Supraphon ; Opus (opérant en Slovaquie) devient indépendant après l'éclatement de la Tchécoslovaquie et est racheté par Warner Music Group en 2019. Supraphon est racheté par Sony Music en 2025. 

## Catalogue
La direction artistique de l'entreprise donne naissance à un vaste catalogue de titres qui présente systématiquement les œuvres de Bedřich Smetana, Antonín Dvořák, Leoš Janáček, Bohuslav Martinů et Jan Dismas Zelenka, ainsi que d'autres représentants des mondes musicaux tchèque et international. D'importants solistes nationaux et étrangers, des ensembles de chambre, des orchestres et des chefs d'orchestre ont tous contribué à sa collection d'enregistrements.
Les archives de Supraphon contiennent les enregistrements de la Philharmonie tchèque sous la direction de Václav Talich, Karel Ančerl, Karel Šejna, Václav Neumann et d'autres, ainsi que des enregistrements de Saša Večtomov et d'artistes non-tchécoslovaques tels que Sviatoslav Richter, Emil Gilels, Mstislav Rostropovitch, Ida Haendel, Henryk Szeryng, Hélène Boschi or André Gertler. De nombreux enregistrements ont été réédités dans les éditions Archive, Ančerl Gold Edition, Talich Special Edition.
Le label a également mis l'accent sur la collaboration avec les interprètes contemporains de la musique classique, avec des enregistrements du Quatuor Pavel Haas récompensés par le Chamber Choice du BBC Music Magazine. Parmi les autres artistes ayant travaillé avec Supraphon, citons Jiří Bělohlávek et Sir Charles Mackerras.